# Chipiu cannelle
Poospiza ornata
Espèce
Statut de conservation UICN

 LC  : Préoccupation mineure
Le Chipiu cannelle (Poospiza ornata) est une espèce de passereaux appartenant à la famille des Thraupidae.

## Répartition
Il est endémique d'Argentine.